# Maturéia
Maturéia est une ville brésilienne de l'ouest de l'État de la Paraíba.
Sa population était estimée à 5 785 habitants en 2007. La municipalité s'étend sur 84 km2.